# Rio Cornetu (Talna)
O Rio Cornetu (Talna) é um rio da Romênia, afluente do Talna, localizado no distrito de Satu Mare.